# Merzig
Merzig (im örtlichen, moselfränkischen Dialekt Meerzisch/Miërzësch) ist eine Kreisstadt im Saarland und Verwaltungssitz des Landkreises Merzig-Wadern mit rund 30.000 Einwohnern in 17 Stadtteilen auf 108 km². Merzig liegt an der Saar und erstreckt sich weit in die umliegenden Höhen (Saargau) und Seitentäler.

## Geografie

### Geografische Lage
Geografisch liegt die nordsaarländische Kreisstadt Merzig zwischen Saarbrücken und Trier – jeweils 50 Kilometer entfernt – in einer länglich gestreckten Talaue der Saar. Metz in Frankreich und Luxemburg sind ebenfalls jeweils 50 Kilometer entfernt. Das Stadtgebiet erstreckt sich von diesem „Merziger Becken“, in dem sich rechts und links der Saar die größeren Stadtteile finden, über insgesamt 108 km² bis zu den rechts und links ansteigenden Höhen des Saargaues. Im Stadtkern liegt Merzig 175 m über dem Meeresspiegel, die umliegenden Gauhöhen steigen bis auf 417 m auf. 3108 ha Wald, 60 ha Erholungsflächen wie Park- und Grünanlagen, 5862 ha landwirtschaftlich und gärtnerisch genutzte Flächen und 128 ha Gewässer machen Merzig mit einem Grünflächenanteil von über 80 Prozent zu einer „grünen“ Stadt.

### Nachbargemeinden
| Perl                                    | Mettlach-Dreisbach  | Mettlach       |
| . \| \| Waldwisse \| \| \| --------- \| |                     | Losheim am See |
| Gerlfangen                              | Rehlingen-Siersburg | Beckingen      |
| Waldwisse                               | Waldwisse           |                |

### Stadtgliederung
Die Stadt gliedert sich seit der Gebiets- und Verwaltungsreform 1974 in 17 Stadtteile (Einwohnerzahlen Stand 30. Juni 2023):
| Stadtteil   | Einwohner |
| ----------- | --------- |
| Ballern     | 1.211     |
| Besseringen | 2.990     |
| Bietzen     | 889       |
| Brotdorf    | 3.664     |
| Büdingen    | 295       |
| Fitten      | 718       |
| Harlingen   | 557       |
| Hilbringen  | 2.619     |
| Mechern     | 722       |

| Stadtteil    | Einwohner |
| ------------ | --------- |
| Menningen    | 624       |
| Merchingen   | 838       |
| Merzig       | 11.337    |
| Mondorf      | 681       |
| Schwemlingen | 2.119     |
| Silwingen    | 345       |
| Weiler       | 287       |
| Wellingen    | 275       |
| Gesamt       | 30.192    |

### Klima
Der Jahresniederschlag beträgt 882 mm.

## Geschichte

### Entwicklung des Namens

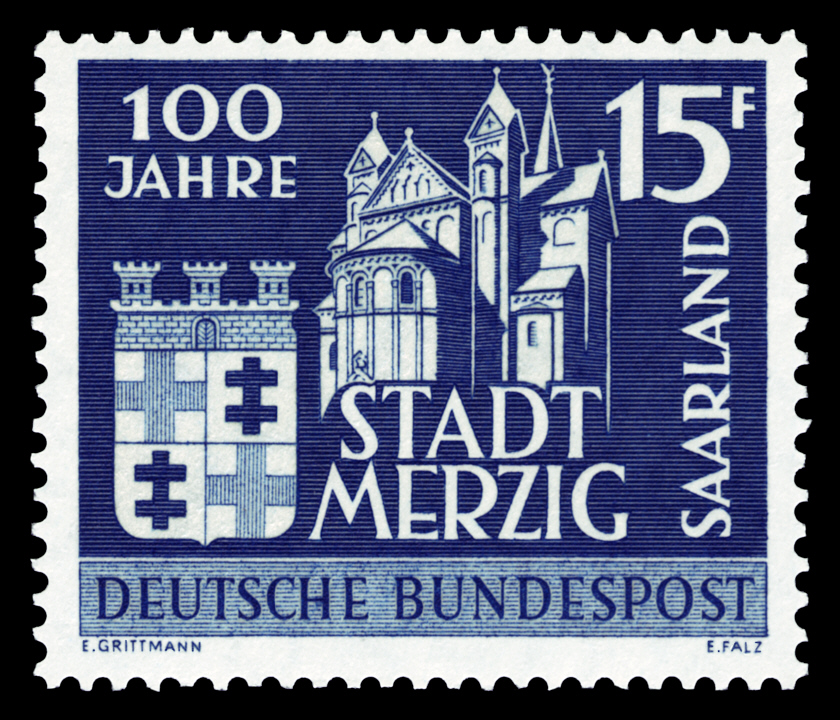
Saarländische Briefmarke, 1957, 100 Jahre Stadt Merzig

| 0369 | Martiaticum        |
| 0870 | Martia             |
| 1338 | Mertzige           |
| 1478 | Mertzych           |
| 1497 | Mertzig            |
| 1499 | Mertzigh, Mertzych |

### Frühgeschichte
Die älteste Erwähnung Merzigs findet sich laut Johann Heinrich Kell in einem Befehl des weströmischen Kaisers Valentinian I., erlassen während seines Aufenthaltes in Martiaticum am 4. Juni 369, worin Forscher zumeist aber nicht Merzig, sondern Aquae Mattiacorum/Wiesbaden erkennen möchten. Ausgangs des Merchinger Tales im Distrikt Hangenfeld vermutet man die römische Siedlung, da im Bereich des Zusammenflusses des Ritzerbaches in den Seffersbach vielfältige römische Funde gemacht wurden.

### Mittelalter
Karl der Kahle schenkte das Krongut Merzig dem Trierer Erzbischof Bertolf anlässlich dessen Bischofsweihe im Jahre 869. Im 12. und 13. Jahrhundert diente dem Kurfürsten das Ministerialgeschlecht derer von Merzig. Der Erzbischof von Trier verfügte in Merzig über Vogteirechte. Merzig war in sieben Vogteien aufgeteilt, „die Vogtei“ des Erzbischofs, die vereinigte „Schultheißerei“ mit der „Montclairer Vogtei“, die „Rischerei“, die „Mettlacher Vogtei“, die „Brückerei“ und die „Propstei“.
Auf der Merziger Gemarkung existiert die Wüstung Wolkessen oder Wolkesingen, erwähnt 1337 in den Urkunden der Abtei Mettlach. Im 11. Jahrhundert wurde Merzig Hauptort des gleichnamigen Landkapitels, dem 45 Pfarreien angehörten. Merzig kam ab dem 11. Jahrhundert in das Spannungsfeld der expandierenden Mächte Kurtrier und Lothringen. 1333 konnte Trier mit dem mächtigen Kurfürst Balduin gegenüber dem Herzog Rudolf von Lothringen in dem Mannengericht „zu den Bäumelen“ seine Rechte u. a. über Merzig durchsetzen. Nach dem Erstarken des lothringischen Herrscherhauses entstand eine Pattsituation, und ab 1368 wurde Merzig mit dem Bezirk Merzig-Saargau von Kurtrier und Lothringen gemeinschaftlich verwaltet.

### Neuzeit
Dieses Kondominium existierte ungefähr 400 Jahre bis 1778, ab 1766 gemeinsam mit Frankreich, dem Rechtsnachfolger von Lothringen. Nach der Teilung des Kondominiums kam Merzig bis 1794 zu Kurtrier, wurde aber bald von den französischen Revolutionstruppen besetzt. Nach dem Ende der französischen Besetzung kam es 1815 zur neuen preußischen Rheinprovinz. Erst zum 25. Mai 1857 wurden die Stadtrechte der Stadt Merzig vom preußischen König ausdrücklich anerkannt.
Der älteste bekannte Stadtplan datiert aus dem Jahr 1617 und stellt die Besitzverhältnisse innerhalb der Stadt, insbesondere die Liegenschaften der auswärtigen Vogteien (u. a. aus Mettlach, Montclair, Trier sowie der Propstei) dar. Darüber hinaus bietet dieser Plan auch wertvolle Einblicke in die städtische Topografie, da neben zwei Brücken über den Seffersbach auch mehrere Mühlen eingezeichnet sind, ebenso Fleischbänke am Markt und der Straßenverlauf mit zahlreichen hier stehenden Gebäuden.
Im November 1944 verursachten zwei alliierte Luftangriffe erhebliche Personen- und Sachschäden innerhalb des Stadtgebietes. Während der Luftangriff vom 17. November 1944 insbesondere auf die Bahnstrecke der Merzig-Büschfelder Eisenbahn abzielte und 20 Tote unter den Passagieren eines Personenzuges forderte, galt der Luftangriff vom 19. November 1944 der Stadt selbst, wobei 61 Personen getötet und von 1.352 Gebäuden 320 zu 10 Prozent, 832 bis zu 50 Prozent, 80 bis zu 70 Prozent, 53 bis zu 85 Prozent und 157 vollständig zerstört wurden. Darüber hinaus wurden während des Zweiten Weltkriegs von deutscher Seite aus verschiedene Brücken gesprengt, darunter bereits am 3. September 1939 die Eisenbahnbrücke der Bahnstrecke Merzig-Bettsdorf und in den Jahren 1944/45 drei weitere Eisenbahn- und vier Straßenbrücken; eine Fußgängerbrücke wurde leicht und drei weitere schwer beschädigt. Darüber hinaus wurden bei Kriegsende 473 Gefallene und 200 Vermisste gezählt.

### Einwohnerentwicklung
Nachdem im 19. Jahrhundert die Einwohnerzahl Merzigs stets im niedrigen vierstelligen Bereich lag, wuchs die Bevölkerung ab ca. 1900 stetig. Heute (Stand 2020) ist Merzig mit ca. 30.000 Einwohnern die siebtgrößte Stadt des Saarlandes.
| Merzig: Einwohnerzahlen von 1816 bis 2024                              | Merzig: Einwohnerzahlen von 1816 bis 2024 | Merzig: Einwohnerzahlen von 1816 bis 2024 | Merzig: Einwohnerzahlen von 1816 bis 2024 | Merzig: Einwohnerzahlen von 1816 bis 2024 |
| ---------------------------------------------------------------------- | ----------------------------------------- | ----------------------------------------- | ----------------------------------------- | ----------------------------------------- |
| Jahr                                                                   |                                           |                                           |                                           | Einwohner                                 |
| 1816                                                                   | 1816                                      |                                           | 2.441                                     | 2.441                                     |
| 1822                                                                   | 1822                                      |                                           | 2.594                                     | 2.594                                     |
| 1831                                                                   | 1831                                      |                                           | 3.069                                     | 3.069                                     |
| 1843                                                                   | 1843                                      |                                           | 3.471                                     | 3.471                                     |
| 1852                                                                   | 1852                                      |                                           | 3.434                                     | 3.434                                     |
| 1861                                                                   | 1861                                      |                                           | 3.771                                     | 3.771                                     |
| 1885                                                                   | 1885                                      |                                           | 4.840                                     | 4.840                                     |
| 1890                                                                   | 1890                                      |                                           | 5.392                                     | 5.392                                     |
| 1900                                                                   | 1900                                      |                                           | 6.555                                     | 6.555                                     |
| 1910                                                                   | 1910                                      |                                           | 8.344                                     | 8.344                                     |
| 1920                                                                   | 1920                                      |                                           | 8.663                                     | 8.663                                     |
| 1935                                                                   | 1935                                      |                                           | 10.259                                    | 10.259                                    |
| 1948                                                                   | 1948                                      |                                           | 10.071                                    | 10.071                                    |
| 1950                                                                   | 1950                                      |                                           | 10.438                                    | 10.438                                    |
| 1955                                                                   | 1955                                      |                                           | 11.457                                    | 11.457                                    |
| 1980                                                                   | 1980                                      |                                           | 29.714                                    | 29.714                                    |
| 2000                                                                   | 2000                                      |                                           | 30.869                                    | 30.869                                    |
| 2010                                                                   | 2010                                      |                                           | 30.355                                    | 30.355                                    |
| 2020                                                                   | 2020                                      |                                           | 29.700                                    | 29.700                                    |
| 2024                                                                   | 2024                                      |                                           | 31.697                                    | 31.697                                    |
| Anmerkung(en): 1974 wurden mehrere umliegende Gemeinden eingegliedert. |                                           |                                           |                                           |                                           |

## Eingemeindungen
Am 1. Januar 1974 wurden die bisher eigenständigen Gemeinden Ballern, Besseringen, Bietzen, Brotdorf, Büdingen, Fitten, Harlingen, Hilbringen, Mechern, Menningen, Merchingen, Mondorf, Schwemlingen, Silwingen, Weiler und Wellingen eingegliedert.

## Politik

### Stadtrat
Sitzverteilung im Stadtrat Merzig (Stand: Kommunalwahlen im Saarland 2024):
| Partei       | Stimmen | in %   | Sitze |
| ------------ | ------- | ------ | ----- |
| CDU          | 6.160   | 41,4 % | 20    |
| SPD          | 3.891   | 26,2 % | 12    |
| AfD          | 2.131   | 14,3 % | 6     |
| Grüne        | 1.131   | 7,6 %  | 3     |
| Freie Wähler | 1.009   | 6,8 %  | 3     |
| FDP          | 541     | 3,6 %  | 1     |
| Gesamt       | 15.130  | 100 %  | 45    |

### Bürgermeister
Die Liste der Bürgermeister bis 1956 fußt auf den Angaben bei Johann Heinrich Kell: Geschichte der Stadt Merzig und des Merziger Landes. Merzig 1958, S. 87–90.
- 1796–1806: Michael Marchand
- 1806–1818: Matthias Artois
- 1818–1822: Johann Arnold Schmeltzer
- 1822–1824: Georg Jakob Bernasco
- 1824–1827: Karl Lohmeyer
- 1827–1848: Matthias Artois (2. Amtszeit)
- 1848–1852: Josef Baden
- 1852–1853: Emil Krämer
- 1853–1861: Nicolaus Weiand
- 1861–1877: Josef Titz
- 1877–1887: Adolf Reuter
- 1887–1917: Ernst Christian Thiel
- 1917–1920: Albert Berns
- 1920–1936: Hans Scheuren
- 1936–1938: Reisel
- 1939–1940: Georg Brauch
- 1940–1944: Hubert Nelles
- 1945: Johann Bock
- 1945–1946: Wilhelm Eisel
- 1946–1956: Anton Baltes
- 1956: Wilhelm May (Erster Beigeordneter und mit der Wahrnehmung der Bürgermeistergeschäfte betraut)
- 1956–1974: Gerd Caspar, FDP, Bürgermeister der Kernstadt vor der Gebietsreform[10]
- 1974–1994: Walter Anton, CDU, Oberbürgermeister
- 1994–2013: Alfons Lauer, SPD, Oberbürgermeister
- seit 2014: Marcus Hoffeld, CDU, Oberbürgermeister (seit 2023, vorher Bürgermeister)[11]

### Wappen
Blasonierung: Geviert, oben rechts und unten links in Silber ein durchgehendes rotes Kreuz, oben links und unten rechts in Silber ein schwebendes schwarzes Doppelkreuz.
Das rote Kreuz steht für das Erzbistum Trier und das schwebende, schwarze Doppelkreuz steht für das Herzogtum Lothringen.
Nach der Gebietsreform wurde der Stadt Merzig am 20. März 1980 das bisher geführte Wappen ohne Mauerkrone neu verliehen. Am 16. Dezember 1987 gestattete das Ministerium des Innern der Stadt Merzig, das Wappen wieder mit Mauerkrone zu führen.

### Städtepartnerschaften
- Saint-Médard-en-Jalles (Frankreich), seit 1986
- Luckau (Deutschland, Brandenburg), seit 2009

### Freundschaftliche Beziehungen
- Thionville (Frankreich)
- Mertzig (Luxemburg)

## Kultur und Sehenswürdigkeiten

### Theater
Merzig besitzt zwei Theater: die Stadthalle, zentral am Innenstadtbereich gelegen, und den Zeltpalast in den Saarwiesen. Darüber hinaus finden im Kulturzentrum Villa Fuchs auch kulturelle Veranstaltungen wie Konzerte oder Theater statt.

#### Zeltpalast Merzig
Seit 2012 werden im Zeltpalast in Merzig jährlich in den Monaten August und September Musicals aufgeführt. Im Jahr 2014 wurde dort das Broadway-Musical The Addams Family in deutscher Sprache uraufgeführt. Es traten Künstler auf wie Uwe Kröger (Hairspray, The Addams Family, Spamalot) oder Edda Petri. Im Dezember 2024 wurde die Betriebseinstellung bekanntgegeben. Außerdem wurde mitgeteilt, dass bis zum März 2025 der Rückbau des Zeltpalastes durchgeführt wird.
- August – September 2012: Hairspray
- August – September 2013: Cabaret
- August – September 2014: The Addams Family (Deutschsprachige Erstaufführung)
- August – September 2015: La Cage Aux Folles – Ein Käfig voller Narren
- Februar 2016: The Addams Family
- August – September 2016: 9 to 5 (Deutschsprachige Erstaufführung)
- August – September 2017: Monty Python’s Spamalot

#### Stadthalle Merzig
Auch in der Stadthalle Merzig werden Musicals aufgeführt, meist jedoch nur als Teil einer Tour. So wurden hier unter anderem Das Phantom der Oper und My Fair Lady (2017) sowie Das Dschungelbuch (2017) und DRACULA – Das Musical (2023) dargeboten.
Die Stadthalle wird oft für regionale und städtische Veranstaltungen genutzt wie Schulaufführungen oder die jährliche Sportlerehrung der Kreisstadt Merzig.

### Museen
- Expeditionsmuseum Werner Freund
- Feinmechanisches Museum in der Fellenbergmühle
- Heimatmuseum im Schloss Fellenberg
- B-Werk Besseringen
- Saarländisches Psychiatriemuseum[15]

### Bauwerke
(chronologisch)

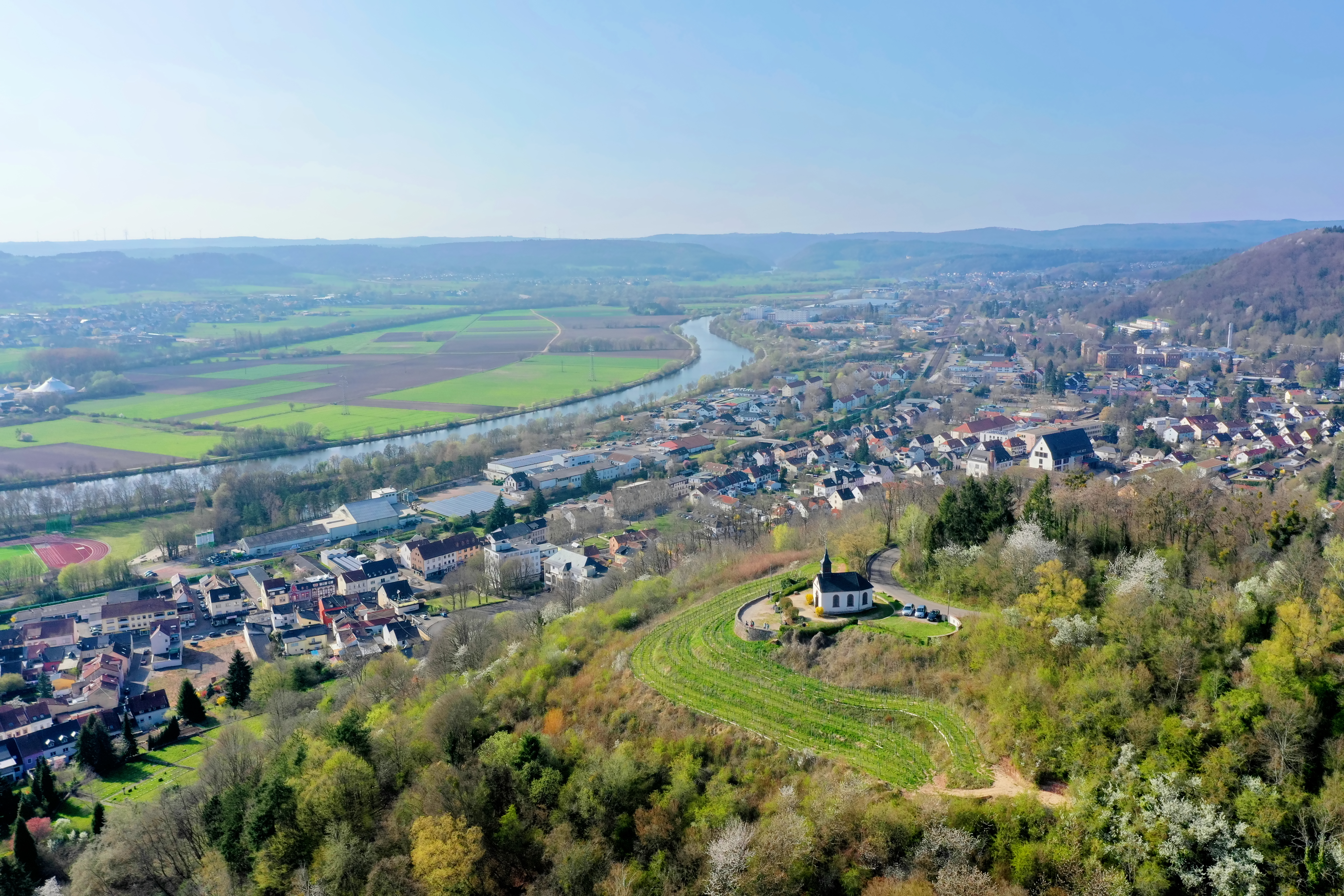
Kreuzbergkapelle

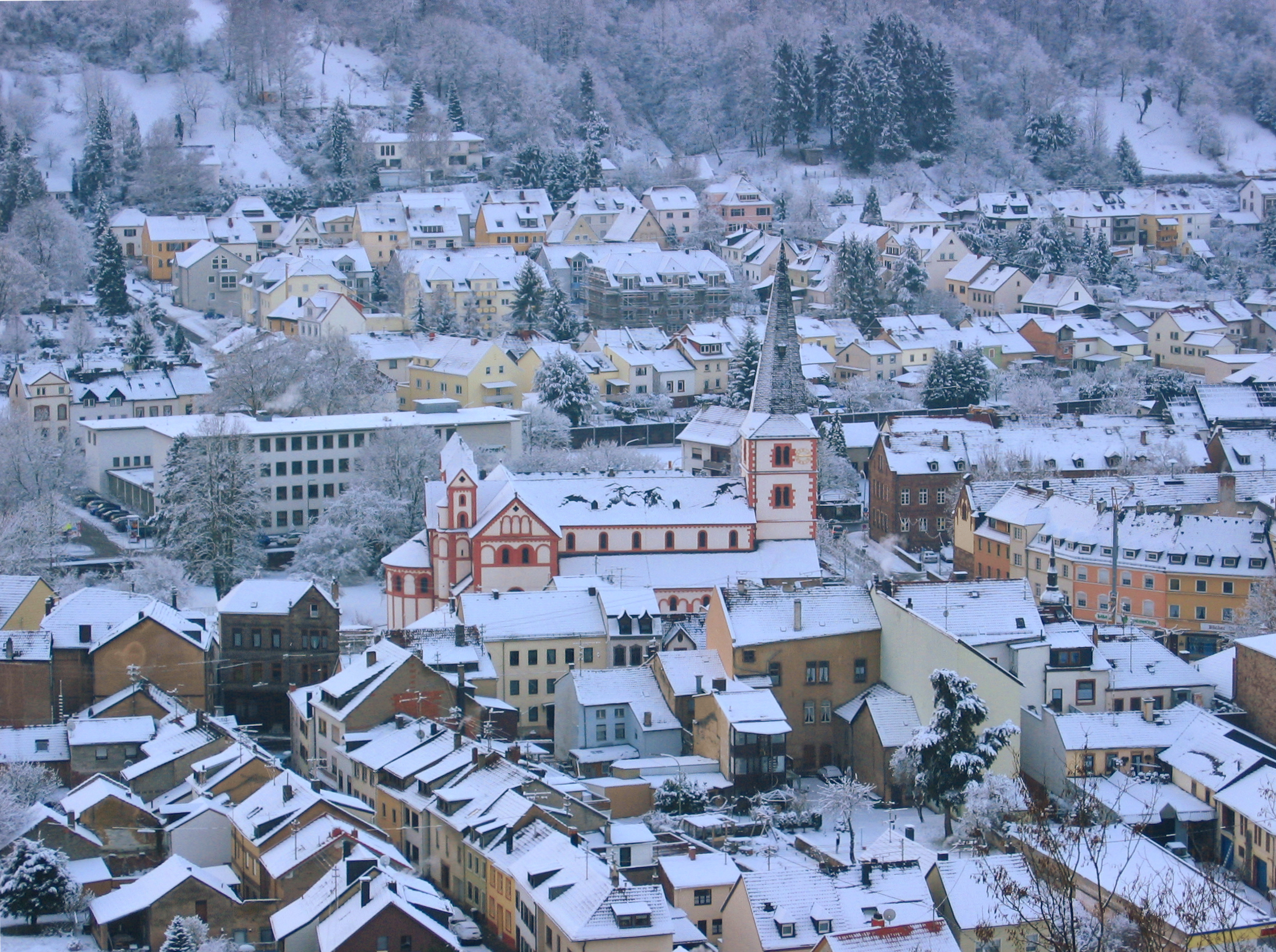
St. Peter

- Kirche St. Peter; dreischiffige spätromanische Basilika, ca. 1190–1230, mit barockem Pfarrhaus. Bedeutendste romanische Kirche im Saarland. Sehenswert im Innern: Gotisches Pestkreuz aus dem 14. Jahrhundert, Malereien im Stil der Nazarener Schule.
- Historisches Stadthaus („Altes Rathaus“), erbaut 1647–1649 als kurfürstliches Jagdschloss für den Trierer Erzbischof Philipp Christoph von Sötern; sechs-achsiges Gebäude mit zwei stark vor die Front tretenden Ecktürmen.
- Diverse Barockbauten wie Halfenhaus (ehem. Hafenkneipe), Staadt-Marxsches Bürgerhaus, Hilbringer Schlösschen, Abteihof Besseringen („Zehnt-Haus“), ehem. Wohnhaus von Christian Kretzschmar in der Trierer Straße (alle 18. Jahrhundert)
- Diverse sehenswerte Bauten des 19. und frühen 20. Jahrhundert wie Villa Fuchs, evangelische Friedenskirche, Kirchen in Hilbringen (St. Petrus in Ketten) und Besseringen (Herz-Jesu-Kirche), Lothringer Hof, Bahnhof, Hauptgebäude des ehem. Landeskrankenhauses, Jugendstilhäuser in der Trierer Straße, ehemalige Marmeladenfabrik (vorheriges Kloster)
- Diverse sehenswerte Kapellen wie Marienkapelle, Heilig-Kreuz-Kapelle, Kreuzbergkapelle, Josefskapelle, Harlinger Kapelle, Alte Wellinger Kapelle, St.-Clemens-Kapelle (Menningen)
- Seffersbachbrücke, 1901, letzte erhaltene Hängegurtbrücke „System Möller“ im Saarland
- Kath. Pfarrkirche St. Agatha (Merchingen) mit Ausstattung, 1929–30 von Clemens Holzmeister
- Kath. Pfarrkirche St. Maria Magdalena (Brotdorf), 1930–31 von Clemens Holzmeister.
- Kath. Pfarrkirche St. Martin (Bietzen), 1931–32 von Peter Marx.
- Kath. Pfarrkirche St. Josef, 1958–59 von Hermann Baur.

### Parks
- Bürgerpark Besseringen

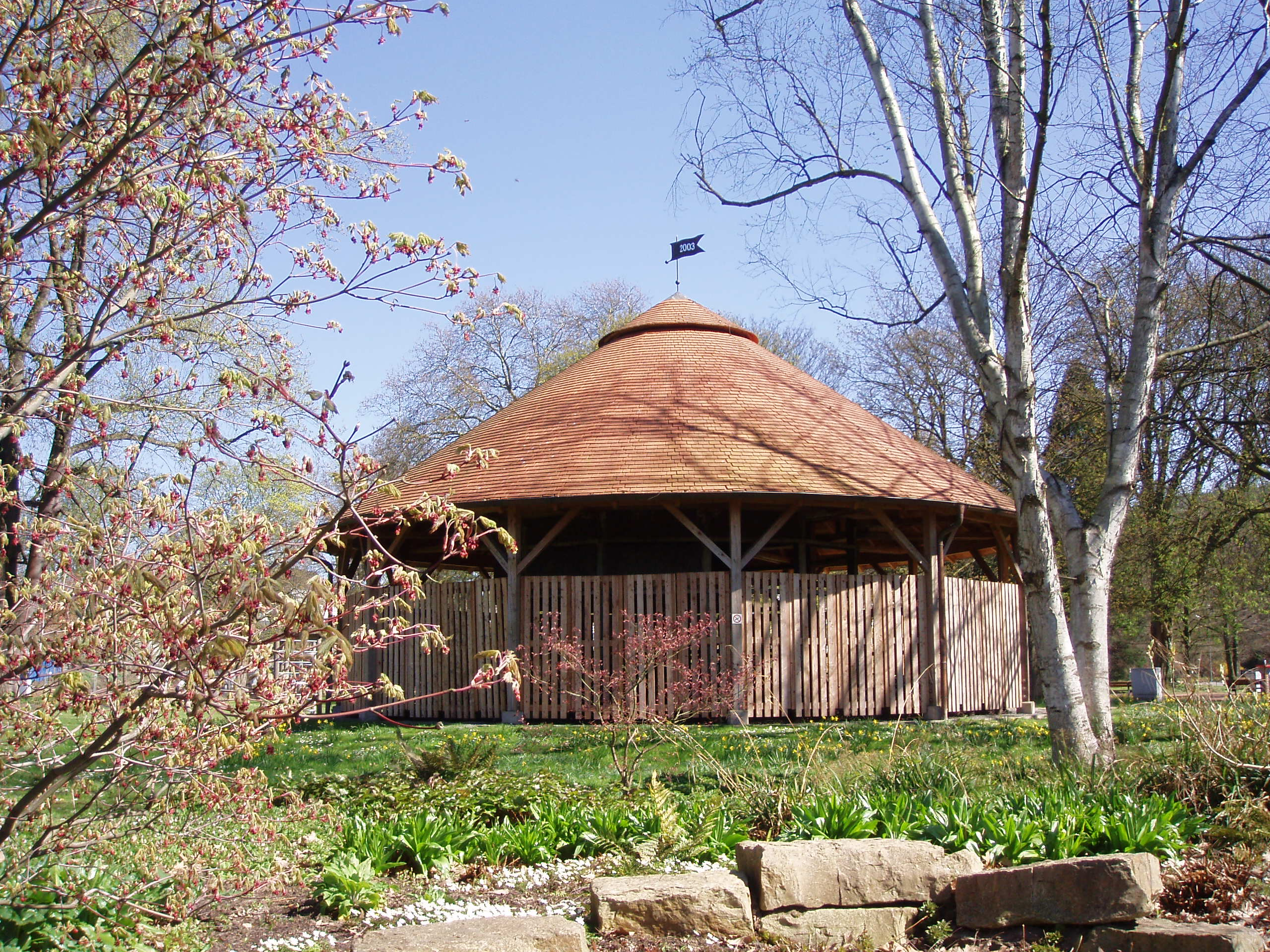
Saline

- Garten der Sinne auf dem Kreuzberg
- Orchideen auf dem Nackberg bei Hilbringen
- Stadtpark mit einziger Saline im Saarland

Der Bürgerpark in Besseringen, der Garten der Künste am Museum Schloss Fellenberg, der Garten der Sinne und der Pfarrgarten an St. Peter sind als besonders sehenswert in das Ensemble der Gärten ohne Grenzen aufgenommen worden.

### Sonstige Sehenswürdigkeiten
- B-Werk Besseringen (Westwall-Bunkeranlage), an der B 51 zwischen Merzig und Besseringen
- Badelandschaft „Das Bad“
- Bietzener Heilquelle an der B 51 in Richtung Beckingen
- Naturbad Heilborn
- Bildhauersymposion Steine an der Grenze
- Kloster St. Gangolf, zwischen Besseringen und Mettlach
- Museumseisenbahn (nach Losheim)
- Tiergehege am Blättelbornweiher
- Wolfspark Werner Freund im Kammerforst
- Kreuzbergkapelle mit Aussicht über fast die gesamte Stadt und das Merziger Becken
- Kletterpark – Europas größter freistehender Kletterpark[16]

### Regelmäßige Veranstaltungen
- „Gaaßenfeschd“ (Benefizstraßenfest in Bietzen)
- Freeschenfeschd (Großes Vereinsfest in Brotdorf)
- Hafenfestival (Großveranstaltung mit Drachenbootrennen in der Merziger Hafenmeile)
- Heimat- und Linsenfest (Großes Vereinsfest in Besseringen)
- Markt der Köstlichkeiten
- Merzig blüht auf! (Großer Blumenmarkt in der Innenstadt)
- Merzig leuchtet auf! (Weihnachtsmarkt in der Innenstadt)
- Merzig tischt auf!
- Merziger Kultursommer (Regelmäßige Liveacts am Altstadtplatz in den Sommermonaten)
- Mittelaltermarkt
- Mondscheinmarkt (Marktwesen bei Anbruch der Dämmerung)
- Nikolausmarkt (Weihnachtsmarkt an der St.-Peter-Kirche)
- Oktoberfest
- Pannenflicker-Fest (Kirmes und Vereinsfest in Schwemlingen)
- Sommerkirmes
- SparkassenCup (traditionsreiches Handballturnier für A-Jugend-Nationalmannschaften)
- Sportlerehrung (Ehrung der Sportler der Stadt Merzig)
- Stadtfest
- Tierparkfest (Rund um den Tierpark)
- Viezfest (größtes Vereinsfest im Saarland); mit Wahl der Viezkönigin

### Frühere Sehenswürdigkeit
- Die Biereiche im Kammerforst war einer der ältesten Bäume im Saarland. Sie wurde 2005 aus Gründen der Verkehrssicherheit gefällt.

## Wirtschaft und Infrastruktur

### Verkehr

#### Straßen
Merzig ist über die Bundesautobahn 8 (Perl – Bad Reichenhall) und die Bundesstraße 51 (Bremen – Saargemünd) an das überregionale und internationale Straßennetz angebunden.
Außerdem verlaufen durch Merzig die folgenden Saarländischen Landesstraßen 1. Ordnung:
- L 157 Losheim
- L 170 Mettlach-Wehingen
- L 174 Beckingen
- L 175 Rehlingen-Siersburg

#### Eisenbahn
Merzig liegt an der Saarstrecke und verfügt über drei Stationen, davon zwei in Merzig-Kernstadt (Merzig (Saar), Merzig Stadtmitte) und eine im Merziger Stadtteil Besseringen. Bei ersterer handelt es sich um einen Bahnhof mit angeschlossenem Busbahnhof, allerdings etwas abseits der Innenstadt gelegen. Hier halten alle RE- und RB-Züge der Deutschen Bahn. So ergibt sich etwa jede halbe Stunde ein Anschluss in Richtung Saarbrücken, Homburg und Trier.
Des Weiteren gibt es den seit 2000 in Betrieb befindlichen Bahnhaltepunkt „Merzig Stadtmitte“, direkt in der Innenstadt gelegen. Hier halten ebenso wie in Besseringen nur Regionalbahnen. Die Saarstrecke Merzig–Saarbrücken wurde am 16. Dezember 1858 und die Strecke Merzig–Trier am 26. Mai 1860 in Betrieb genommen. Die zunächst eingleisige Verbindung wurde 1882/83 zweigleisig ausgebaut. Der Merziger Bahnhof wurde in den Jahren 1924/25 von 15 auf mehr als 50 Gleise bedeutend erweitert, da hier die Zollabfertigung der aus dem Saargebiet in Richtung Trier exportierten und der von dort importierten Waren abgewickelt wurde.
Der Haltepunkt Fremersdorf liegt zwar ebenfalls auf dem Gebiet der Stadt Merzig, ist jedoch nach dem Ortsteil der Gemeinde Rehlingen-Siersburg auf der anderen Saarseite benannt, zu dem eine eigene Brücke für Fußgänger und Radfahrer über die Saar gebaut wurde.
Bei Merzig Süd zweigt die Strecke nach Büschfeld von der Saarstrecke ab. Nach der Stilllegung gibt es seit 1982 auf einem Teil der Strecke einen Museumsbahnbetrieb. 2007 kam erneut Güterverkehr auf die Schienen. Dieser wurde jedoch nach kurzer Zeit wegen Unwirtschaftlichkeit eingestellt, sodass nur noch die Museumsbahn fährt.
In Merzig startete die Eisenbahnstrecke Merzig–Bettelainville in Richtung Metz. Sie wurde Ende 1944 von der zurückziehenden Wehrmacht größtenteils gesprengt.

### Wirtschaft
Bereits seit dem 18. Jahrhundert war der Tabakanbau in Merzig und Umgebung weit verbreitet. 1846 sind in Merzig sieben Tabakfabriken nachgewiesen, die die vor Ort angepflanzten Tabakblätter verwerteten; 1854 wurden hierzu 180 Morgen Ackerland bewirtschaftet, wobei jeder Morgen durchschnittlich mehr als acht Zentner Ertrag brachte. Darüber hinaus wurden in erheblichem Maße Tabakblätter importiert. 1846 produzierten die Merziger Tabakfabriken mit 70 Arbeitern aus 1.925 Zentnern Rohtabak 1.312.500 Zigarren und 1.681 Zentner Rolltabak. Insbesondere zwei Tabakfabriken waren auch überregional bekannt. Die Tabak- und Zigarettenfabrik Friedrich Fuchs wurde 1824 gegründet und konnte insbesondere in der Saargebietszeit expandieren, sodass 1935 150 Personen beschäftigt wurden, die monatlich 14–16 Millionen Zigaretten und 45–50 Tonnen Pfeifentabak produzierten. Die Volksabstimmung vom 13. Januar 1935 und die hierauf gründete Eingliederung des Saargebiets in das Deutsche Reich führten zum Import von Tabakerzeugnissen aus dem Reich, was zu einem deutlichen Rückgang der monatlichen Produktion auf zwei bis drei Millionen Zigaretten und 30 Tonnen Rauchtabak führte. Nach einer kurzen Erholung in den Jahren 1938/39, als aufgrund der Arbeiten am Westwall die örtliche Nachfrage nach Tabakprodukten massiv gestiegen war, bewirkte die Evakuierung aus der Roten Zone 1939 und die zeitweilige Verlagerung der Produktion nach Bremen nachhaltige wirtschaftliche Schäden. Nach Kriegsende wurde die Produktion zwar bereits im November 1945 wieder aufgenommen, doch an die Blüte der Saargebietszeit konnte nicht mehr angeknüpft werden. 1960 wurde die Fabrik geschlossen und 1989 in der 1872 errichteten Villa der Eigentümerfamilie Fuchs ein Kulturzentrum eingerichtet.
Die nach Ende des Ersten Weltkriegs gegründete Polo Cigarettenfabrik Merzig-Saar entwickelte sich innerhalb weniger Jahre zur führenden Tabakfabrik der Stadt und setzte ihre beachtliche Produktion von monatlich rund 40 Millionen Zigaretten (1935) primär im Saargebiet ab. Hierzu wurde nicht nur einheimischer Tabak verwendet, sondern dieser auch mit Orient- und Überseetabak vermischt. 1937 wurde die Fabrik von Reemtsma übernommen. Im Dezember 1945 wurde die Polofabrik der französischen Militärregierung unterstellt und die Bindungen zur Hamburger Muttergesellschaft gelöst. Nach der Aufhebung des Tabakmonopols im Saargebiet am 20. November 1947 wurden in Merzig und Brotdorf neue Verwaltungs-, Produktions- und Lagergebäude errichtet.
Wirtschaftlich versorgt die Kreisstadt Merzig ein Einzugsgebiet von über 80.000 Menschen, wobei zu den Besuchern, die nach Merzig zum Einkaufen oder zur Nutzung des umfangreichen Dienstleistungsangebotes kommen, regelmäßig auch Gäste aus dem benachbarten Frankreich und Luxemburg gehören. Die Stadt Merzig ist Standort traditionsreicher Unternehmen im Bereich der Keramik, der metallverarbeitenden und der Getränkeindustrie, konnte gerade in jüngster Zeit aber auch bedeutende Ansiedlungserfolge auf dem Gebiet des Pharma- und Medizintechnikhandels verzeichnen. Wesentlich geprägt werden einige Stadtteile von der Landwirtschaft sowie von vielen Baumschulen, die Merzig zum Baumschulzentrum des Südwestens gemacht haben.
Merzig bietet seinen Bürgern und Einpendlern aus dem Umland über 12.000 Arbeitsplätze. Wichtigster Beschäftigungsbereich ist seit Jahren der Dienstleistungssektor, in dem 63 Prozent aller Merziger arbeiten, darin enthalten sind Handel und Verkehr mit rund 21 Prozent der Arbeitsplätze. Es folgen das produzierende Gewerbe mit 35 Prozent und die Landwirtschaft mit knapp 2 Prozent.

### Unternehmen
Merzig ist ein bedeutender Produktions- und Logistikstandort des im benachbarten Mettlach beheimateten Porzellan- und Keramikherstellers Villeroy & Boch sowie dessen früherer Tochter V & B Fliesen GmbH, welches seit 2007 zur türkischen Eczacıbaşı Holding gehört.
Seit 2002 ist Merzig Firmensitz des Arzneimittelimporteurs Kohlpharma. Zu den früher in Merzig ansässigen Unternehmen gehörten der Mercedes-Tuner Carlsson Autotechnik, welcher heute seinen Firmensitz in Saarlouis hat, sowie der Fruchtsafthersteller Merziger Fruchtsäfte, welcher im Unternehmen Niehoffs Vaihinger Fruchtsaft aufgegangen ist.

### Weinbau

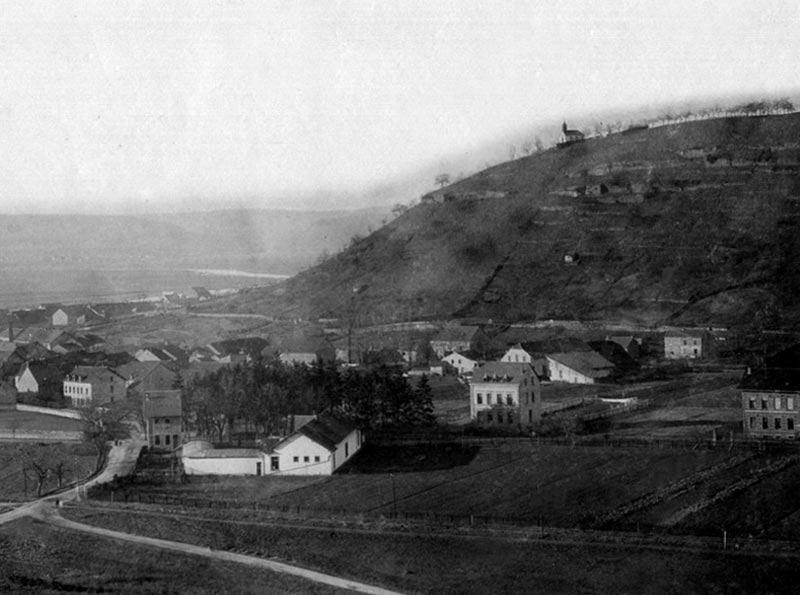
Kreuzberg 1890

Im Frühjahr 2007 wurde auf dem Kreuzberg der historische Weinberg Kreuzberg wiederbepflanzt. Damit ist Merzig nach Saarfels (Kommune Beckingen) der zweite Ort im Saarland, der die Tradition des Weinbaus an der Saar südlich vom etablierten Anbaugebiet Mosel-Saar-Ruwer wiederauferstehen lässt. Der Wein fällt unter die Bezeichnung „Saarländischer Landwein“.

### Gericht
Das Amtsgericht Merzig ist dem Landgericht Saarbrücken und dem Saarländischen Oberlandesgericht nachgeordnet. Es hat eine Zweigstelle in Wadern.

### Militär
Nachdem im Ersten Weltkrieg temporär Militäreinheiten in der Stadt stationiert waren, wurde 1937 auf dem Ellerberg mit dem Bau von zwei Kasernen begonnen. Im Frühjahr wurde hiervon eine fertiggestellt und mit einem Infanteriebataillon belegt. Die zweite Kaserne, die einem Pionierbataillon vorbehalten war, konnte vor Beginn des Zweiten Weltkriegs nicht mehr fertiggestellt werden. Nach 1945 wurden die Kasernengebäude zunächst als zivile Wohnungen genutzt, bevor die Bundeswehr das Gelände übernahm.
1972 verlegte das Fallschirmjägerbataillon 262 von Oberbexbach nach Merzig und wurde im Jahr 2002 umgegliedert zum Luftlandeunterstützungsbataillon 262. Heute sind in Merzig die 8. und 9. Kompanie des Fallschirmjägerregiments 26 sowie die Rekrutenkompanie 2, die zur Luftlandebrigade 1 der Bundeswehr gehört stationiert.

### Krankenhäuser
Bis in der 1990er-Jahre war Merzig einer der drei Standorte für psychiatrische Anstalten im Saarland. Die 1876 unter dem Namen Provinzielle Irrenanstalt Merzig gegründete Anstalt galt neben der psychiatrischen Anstalt in Homburg als die größte im Saarland. Im Spätsommer 1939 war die Merziger Anstalt mit beteiligt an den – teils unter der Tarnbezeichnung Aktion T4 firmierenden – NS-Euthanasieprogrammen an geistig Behinderten. Im Zug einer als Evakuierung deklarierten Umzugsaktion wurde die Anstalt aufgelöst und die zwischen 600 und 900 Patienten in andere Anstalten verlegt. Ein Großteil davon wurde in der hessischen Tötungsanstalt Hadamar, einem der Zentren der Aktion T4, ermordet.
Der Historiker Christoph Braß, der sich auf die Thematik spezialisiert hat, bewertet das Ausmaß, mit dem die beiden saarländischen Anstalten Homburg und Merzig dem Euthanasieprogramm zugearbeitet hatten, als überdurchschnittlich: während aus anderen Bundesländern mehr als die Hälfte der Psychiatrieinsassen das Euthanasieprogramm überlebt habe, wäre von den saarländischen Patienten lediglich ein Viertel zurückgekommen. Auch in den saarländischen Anstalten setzten in das T4-Programm involvierte Ärzte nach dem Krieg ihre Karriere fort – wie etwa der Arzt Rudolf Leppien, der in Homburg als Assistent des T4-Gutachters Hanns Heene fungierte und nach dem Krieg weiter verantwortliche Funktionen in der Merziger Anstalt ausübte.
Nach 1945 firmierte die Einrichtung unter dem Namen Landesnervenklinik Merzig. 1998 wurde sie Teil der Saarländische Heilstätten Gesellschaft (SAG) und im Zug der Dezentralisierung psychiatrischer Einrichtungen aufgelöst. Als Maßregelvollzugseinrichtung beherbergt der Gebäudekomplex nunmehr eine geschlossene Einrichtung für forensische Psychiatrie – die Saarländische Klinik für Forensische Psychiatrie (SKFP).

### Rettungsdienst
In der Kreisstadt Merzig befindet sich in einem Neubau einerseits das Gebäude des DRK-Kreisverbandes Merzig-Wadern welches nicht nur für den Rettungsdienst des DRKs im Landkreis Merzig-Wadern, sondern auch für alle anderen Bereiche des Deutschen Roten Kreuzes zuständig ist. In einem der benachbarten Gebäude befindet sich auch die vom DRK betriebene Rettungswache 41 des ZRF Saarland. Die neu Rettungswache wurde 2017 offiziell eingeweiht und ist seither die größte Wache im Landkreis. Durch den größeren Platz in dem neuen Gebäude hatte das Deutsche Rote Kreuz die Möglichkeit alle KTWs des Kreisverbands Merzig-Wadern zentral auf nach Merzig zusammen zu ziehen, wodurch jedoch keine Unterversorgung ausgelöst wurde, da die Krankentransportwägen im Saarland für Verlegungen und Heimfahrt mit geringem Risiko genutzt werden bzw. sie meist dort einen neuen Einsatz erhalten, wo sie ihren vorherigen beendet haben. Darüber hinaus sind noch zwei RTWs und ein NEF in der Wache untergebracht. Der Notarzt des NEF kommt aus der benachbarten SHG Klinik Merzig.

#### Fahrzeuge
| Typ         | Fahrgestell              | Ausbau                           | Funkruf (Saarland) | Funkruf (überregional) | Besatzung        |
| ----------- | ------------------------ | -------------------------------- | ------------------ | ---------------------- | ---------------- |
| NEF         | Mercedes Vito            | Ambulanz Mobile                  | 4121               | 41/82-1                | NFS/RA + Notarzt |
| RTW         | Mercedes Sprinter 316CDI | Strobel „Koffer“                 | 4131               | 41/83-1                | NFS + RA/RS      |
| RTW         | Mercedes Sprinter 316CDI | Strobel „Koffer“                 | 4132               | 41/83-2                | NFS + RA/RS      |
| KTW         | Ford Transit Custom      | Ambulanz Mobile „Novaris“        | 4151               | 41/85-1                | RS + RS          |
| KTW         | Mercedes Sprinter        | Ambulanz Mobile „Valeris V21 MB“ | 4152               | 41/85-2                | RS + RS          |
| KTW         | Ford Transit Custom      | Ambulanz Mobile „Novaris“        | 4153               | 41/85-3                | RS + RS          |
| KTW         | Mercedes Sprinter        | Ambulanz Mobile „Valeris V21 MB“ | 4154               | 41/85-5                | RS + RS          |
| KTW         | Ford Transit Custom      | Ambulanz Mobile „Novaris“        | 4155               | 41/85-5                | RS + RS          |
| Reserve KTW | Ford Transit Custom      | Ambulanz Mobile „Novaris“        | 4159               | 41/85-9                | RS + RS          |

### Bildung
Täglich besuchen 6.500 Schüler die Schulen in Merzig. Weiterhin existieren 18 städtische, kirchliche und freie Kinderkrippen, Kindergärten und Kinderhorte.

#### Kindergärten
- Kath. Kindertageseinrichtung  St. Josef Merzig, KiTa Hilbringen-Seitert, Kath. Kindertageseinrichtung St. Peter Merzig, KiTa Fitten-Ballern, Krippe Ballern, Kath. Kinderhaus St. Marien Merzig, Kath. Kindertageseinrichtung St. Josef Hilbringen, Kath. Kindertageseinrichtung St. Martin Bietzen, Kath. Kindertageseinrichtung St. Marien Brotdorf, KiTa Besseringen, KiTa Mechern, KiTa Merchingen, KiTa Mondorf, KiTa Schwemlingen

#### Grundschulen
- Grundschule Kreuzberg (Merzig), Grundschule Merzig-Besseringen, Grundschule Merzig-Brotdorf, Grundschule Merzig-Hilbringen, Grundschule Saargau (Schwemlingen), Grundschule St. Josef (Merzig)

#### Gymnasien
- Gymnasium am Stefansberg (GaS), Oberstufen-Gymnasium des BBZ Merzig untergliedert in die Fachbereiche Gesundheit und Soziales sowie Wirtschaft, Peter-Wust-Gymnasium (PWG)

#### Gemeinschaftsschule
- Christian-Kretzschmar-Schule

#### Förderschulen
- Schule zum Broch, Förderschule geistige Entwicklung Merzig-Merchingen, Schule Auf der Wild, Förderschule Lernen Merzig-Brotdorf, Sonderpädagogisches Förderzentrum des Landkreises Merzig-Wadern

#### Berufsbezogene Schulen
- BZ-Merzig: BGJ und BGS, BGJ dual und BGS dual, Berufsfachschule für Haushaltsführung und ambulante Pflege, Sozialpflegeschule, Gewerbeschule, Handelsschule, Fachoberschule Sozialwesen, Fachoberschule Technik, Fachoberschule Wirtschaft, Oberstufengymnasium für Gesundheit und Soziales sowie Wirtschaft

### Medien
Radio Merzig war ein lokaler Hörfunksender für die Region Merzig. Er nahm am 13. August 2010 seinen Sendebetrieb auf und stellte ihn am 18. Juli 2016 ein.
Die Sendefrequenzen des eingestellten Senders hat Radio Saarschleifenland mit Studio in der Merziger Stadthalle übernommen.

## Religionen
In Merzig gibt es zahlreiche christliche Kirchengemeinden und einige andere Religionsgemeinschaften:

### Römisch-katholische Kirchengemeinden
- Kath. Kirchengemeinde Maria Heimsuchung, Büdingen
- Kath. Kirchengemeinde St. Agatha, Merchingen
- Kath. Kirchengemeinde St. Maria Magdalena, Brotdorf
- Kath. Pfarrgemeinde St. Gangolf, Besseringen
- Kath. Pfarrgemeinde St. Johannes, Mondorf
- Kath. Pfarrgemeinde St. Josef, Merzig
- Kath. Pfarrgemeinde St. Laurentius, Schwemlingen
- Kath. Pfarrgemeinde St. Martin, Bietzen
- Kath. Pfarrgemeinde St. Peter, Merzig
- Kath. Pfarrgemeinde St. Petrus in Ketten, Hilbringen

### Evangelische Kirchengemeinden
- Evangelisch-Freikirchliche Gemeinde (Baptisten), Merzig
- Evangelische Kirchengemeinde, Merzig

### Islam
- DITIB-Türkisch Islamische Gemeinde zu Merzig e. V.
- Deutsch-Arabische Moschee Merzig, Islamschule Merzig e. V.

### Andere Glaubensgemeinschaften
- Jehovas Zeugen, Merzig
- Neuapostolische Kirche, Merzig

### Jüdische Gemeinde
Bis 1938/40 existierte außerdem eine jüdische Gemeinde, deren Geschichte bis in das 17. Jahrhundert zurückgeht. Mitte des 19. Jahrhunderts gehörten der jüdischen Gemeinde etwa 6 % der Gesamteinwohnerschaft an (1846: 223 jüdische Gemeindeglieder).
Die 1842 eingeweihte Synagoge wurde beim Novemberpogrom 1938 angezündet und völlig verwüstet und bei einem Luftangriff im Jahre 1944 vollends zerstört. Der Friedhof wurde zerstört und 1938 weitestgehend abgeräumt. 1949 wurde er, so weit wie möglich, wieder in Stand gesetzt. Die letzte Beisetzung fand im Jahr 1978 statt.

## Persönlichkeiten

### Söhne und Töchter der Stadt
- Walter Anton (1929–2017), Oberbürgermeister in Merzig
- Johann Baptist Artois (1776–1833), Präsident des Landgerichts Trier, stellvertretendes Mitglied des Landtages der Rheinprovinz
- Oskar Barth (1910–2012), Autor und Verleger, im Stadtteil Weiler geboren
- Rolf Baumgärtel (* 1946), deutscher Generalmajor
- Alfred Becker (1930–1995), Mitglied im saarländischen Landtag
- Benjamin Becker (* 1981), Tennisspieler
- Tom Becker (* 1979), Hörfunkmoderator
- Winfried Becker (* 1941), Historiker
- Martin Berger (* 1972), Dirigent, Hochschullehrer in Stellenbosch
- Luitwin Bies (1930–2009), Historiker, Politiker (KPD, DKP) und Journalist
- Lisa Blumenberg, geb. Hottong (* 1964), Film- und Fernsehproduzentin
- Anne Conrad (* 1959), römisch-katholische Theologin und Hochschullehrerin
- Josef Daum (1924–2004), Bibliothekar und Hochschullehrer
- Sven Decker (* 1979), Jazzmusiker
- Irmtraud Engeldinger (* 1949), deutsche Politikerin (SPD), MdL
- Edith Ennen (1907–1999), Historikerin, Archivarin, Professorin in Bonn
- Markus Enzweiler (* 1979), Informatiker und Hochschullehrer
- Susanne Fontaine (* 1961), Musikwissenschaftlerin und Hochschullehrerin
- Thorsten Fuchs (* 1979), Erziehungswissenschaftler
- Andreas Gelz (* 1964), Romanist und Hochschullehrer
- Walter Gläsner (1923–2008), Gewerkschafter und Politiker (SPD), MdL Rheinland-Pfalz
- Adele Haas (* 1939), österreichische Opernsängerin und Gesangspädagogin
- Alfred Haffner (* 1938), Prähistoriker
- Benjamin Hassan (* 1995), deutsch-libanesischer Tennisspieler
- Hans Hein (* 1955), deutscher Fußballspieler und -trainer
- Philip Hoffmann (* 1988), Politiker (CDU)
- Claus Kerwer (1910–1991), Architekt und Glaskünstler
- Josef Klein (1904–1973), Motorradrennfahrer
- Bernhard Knubel (1938–1973), Ruderer, geboren in Brotdorf
- Michael Kreiselmeyer (1944–2023), Landrat im Landkreis Merzig-Wadern
- Matthias Lackas (1905–1968), Verleger
- Michael Laux (1952–2019), Filmemacher
- Claus-Michael Lehr (* 1961), Pharmazeut und Hochschullehrer
- Frank Leinen (* 1959), Romanist und Hochschullehrer
- Jenny Maria Meyer (* 1985), Schauspielerin
- Michael Morgan (* 1968) Schlagersänger
- Valdrin Mustafa (* 1998), Fußballspieler
- Cordula Neis (* 1971), Romanistin
- Steven Noster (* 1990), Dartspieler
- Bernd Oezsevim (* 1980), Jazzmusiker
- Stefan Palm (* 1979), Politiker (CDU), Mitglied des Saarländischen Landtags
- Inge Plettenberg (* 1946), Historikerin, Publizistin und Fernsehredakteurin
- Gustav Regler (1898–1963), Schriftsteller und Spanienkämpfer
- Franz-Josef Röder (1909–1979), Politiker (CDU), MdB, MdL (Saarland), Ministerpräsident
- Klemens Schlüter (1911–1963),  Regierungspräsident und Landrat des Landkreises Bernkastel
- Franz Schneider (1920–1985), deutscher Politiker (CVP, CDU), MdB
- Roman Schnur (1927–1996), Staats- und Verwaltungsrechtler, Professor in Tübingen
- Dietmar Schon (* 1959), römisch-katholischer Theologe
- Jürgen Schreier (* 1948), Politiker (CDU), MdL, Kultusminister des Saarlandes
- Ottmar Schreiner (1946–2013), Politiker (SPD), MdB
- Josef Schwindling (1912–1957), Künstler
- Gertrud Seehaus (1934–2021), Schriftstellerin
- Guido Sontag (1821–1889), preußischer Generalmajor
- Markus Stein (* 1977),  Dirigent, Cembalist, Organist und Kirchenmusiker
- Eduard Strauss (1890–1971), Chemiker, Apotheker, Unternehmer und Autor
- Oliver Thomas (* 1971), Wirtschaftsinformatiker und Hochschullehrer
- Kevin Trapp (* 1990), Fußballspieler
- Emily Vontz (* 2000), Politikerin (SPD), MdB
- Thomas Wagner (* 1966), Jurist und Leiter des Landesarchivs Thüringen
- Lenchen (Magdalena) Weber (1908–1945), Widerstandskämpferin während der Zeit des Nationalsozialismus
- Nicole Woysch (* 1976), Triathletin
- Therese Zenz (1932–2019), Kanutin

### Persönlichkeiten, die in Merzig gewirkt haben
- Wilhelm Tell von Fellenberg (1798–1880), Unternehmer und landwirtschaftlicher Reformer, Sohn von Philipp Emanuel von Fellenberg
- Wilhelm Kratz (1905–1986), Jurist und Politiker
- Béatrice von Boch-Galhau (1914–2011), gründete und finanzierte 1959 das erste SOS-Kinderdorf in Deutschland in Merzig Hilbringen
- Paul Schneider (1927–2021), deutscher Bildhauer
- Werner Freund (1933–2014), Wolfsforscher
- Das Politiker-Ehepaar Oskar Lafontaine (* 1943) und Sahra Wagenknecht (* 1969) lebt im Stadtteil Silwingen
- Anke Rehlinger (* 1976), deutsche Politikerin (SPD), ging auf das Peter-Wust-Gymnasium in Merzig und erwarb dort 1995 ihr Abitur
- Adam Matuschyk (* 1989), deutscher Fußballspieler, hat von 1998 bis 2000 für die SpVgg Merzig gespielt